# Улица Жуковского (Симферополь)
Улица Жуковского — улица в Центральном районе Симферополя. Названа в честь поэта Василия Жуковского. Общая протяжённость — 940 м.

## Расположение
Улица берёт начало от улицы Александра Невского и заканчивается переходом в улицу Маяковского. Пересекается с улицами Карла Маркса и Гоголя. Общая протяжённость улицы составляет 940 метров.

## История

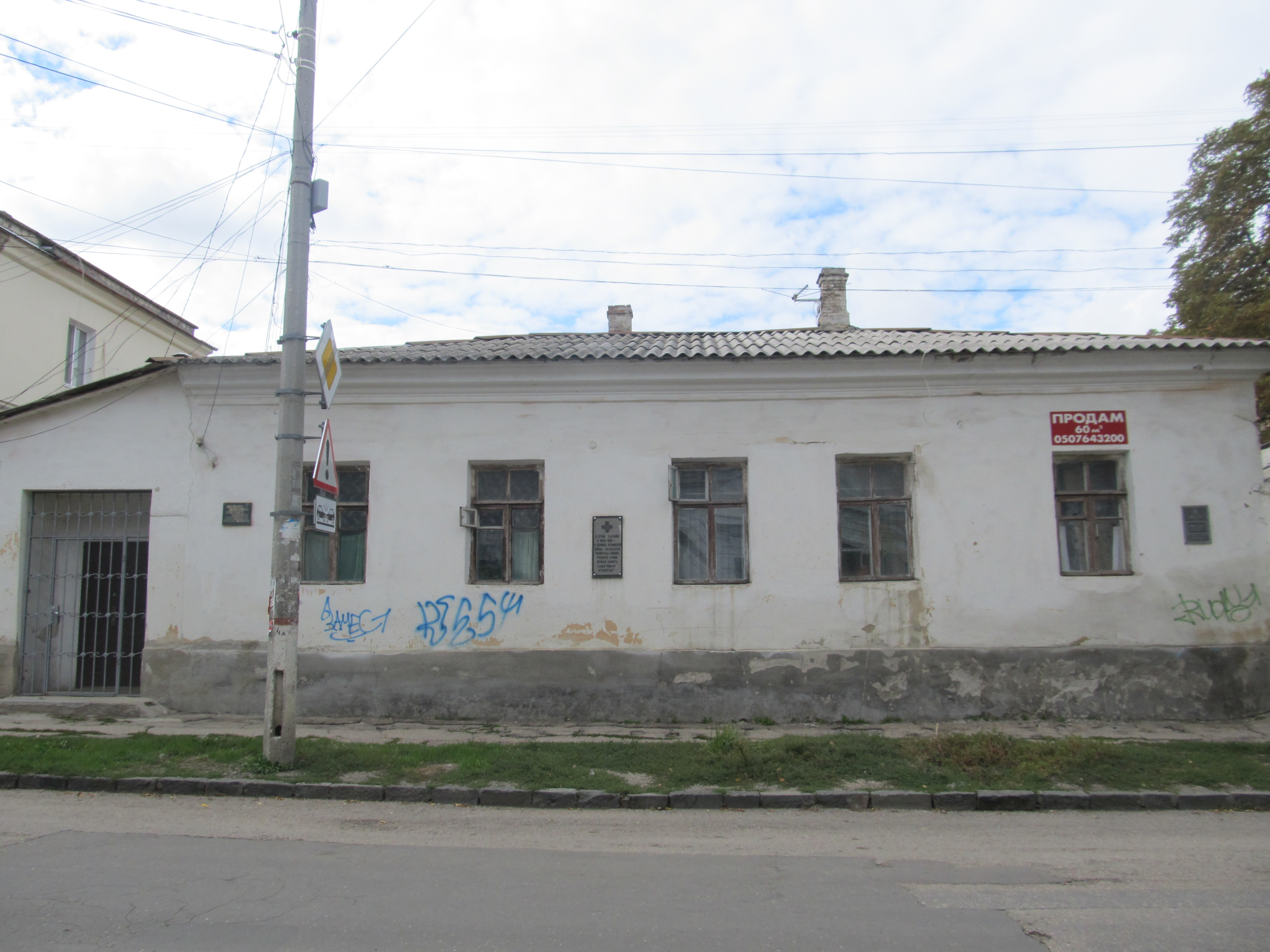
Дом, где гостил Василий Жуковский, 2013 год

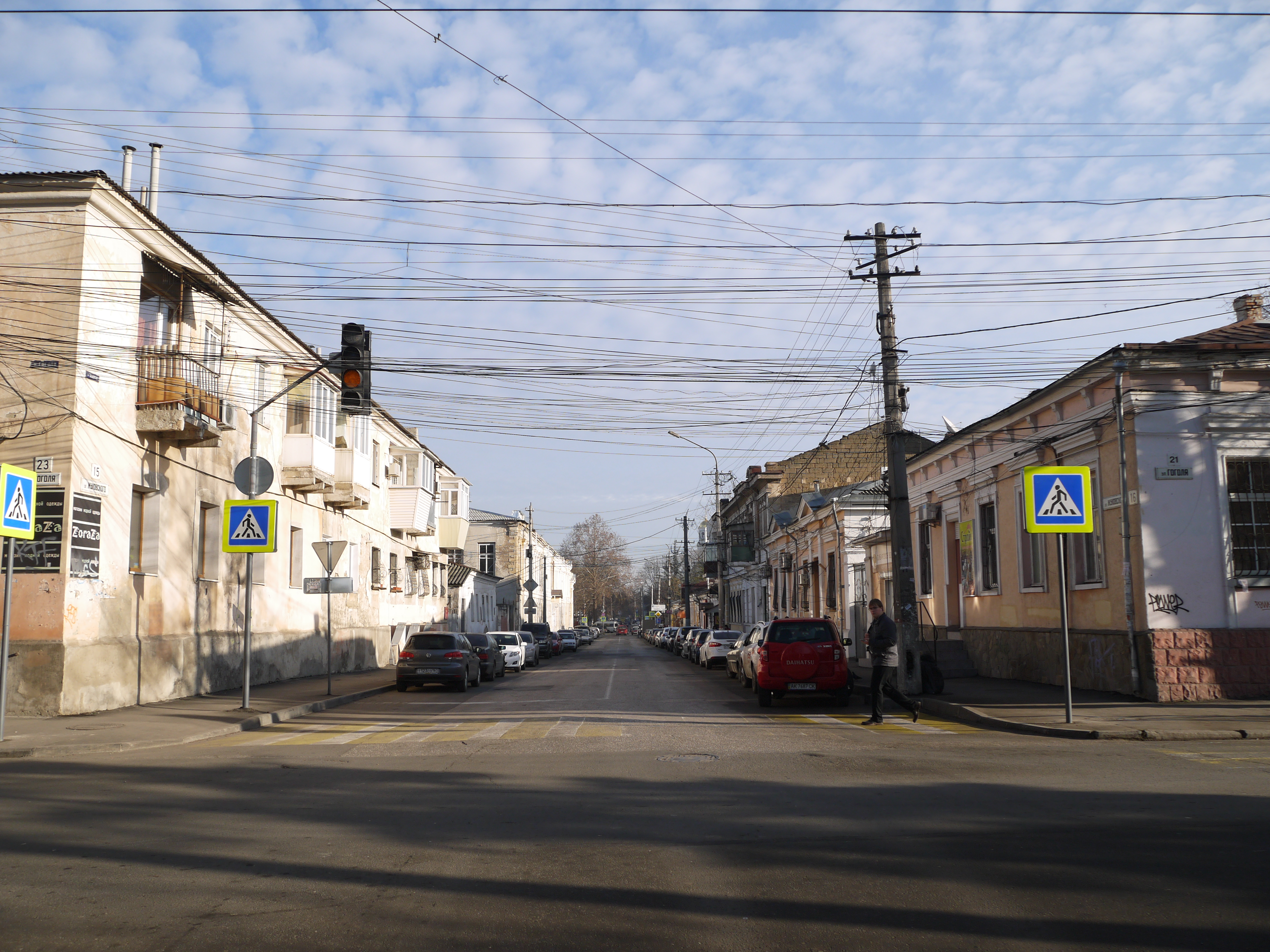
Улица в 2015 году

Первоначально улица называлась Тарановская в честь Александра Таранова-Белозёрова, предводителя дворянства Таврической губернии и основателя странноприимного дома, который находился в непосредственной близости от улицы. В 1889 году улица была переименована в Садовую, поскольку здесь был разбит один из первых садов в Симферополе. Садовая тогда вела к юго-западной окраине города. Улица была застроена в XIX — начале XX веков. Из-за близости присутственных мест и собора на улице в основном селились чиновники.
По общеизвестной версии 2 сентября 1837 года в «доме Петрова» (№ 13) гостил поэт Василий Жуковский. Однако по данным кандидата исторических наук Александра Хливнюка «невозможно с полной уверенностью утверждать, что именно в этом здании останавливался В. А. Жуковский во время своего пребывания в Симферополе». 5 марта 1904 года городская дума переименовала улицу в честь Жуковского.
С 1913 по 1920 год в доме № 33 проживала Лидия Книпович, деятель революционного движения России. Известно, что в доме Книпович останавливался революционер, партийный и государственный деятель Дмитрий Ульянов. В доме № 12 проживал советский военачальник Иван Федько. С 1922 по 1944 год в угловом доме № 22 проживал художник Николай Самокиш.

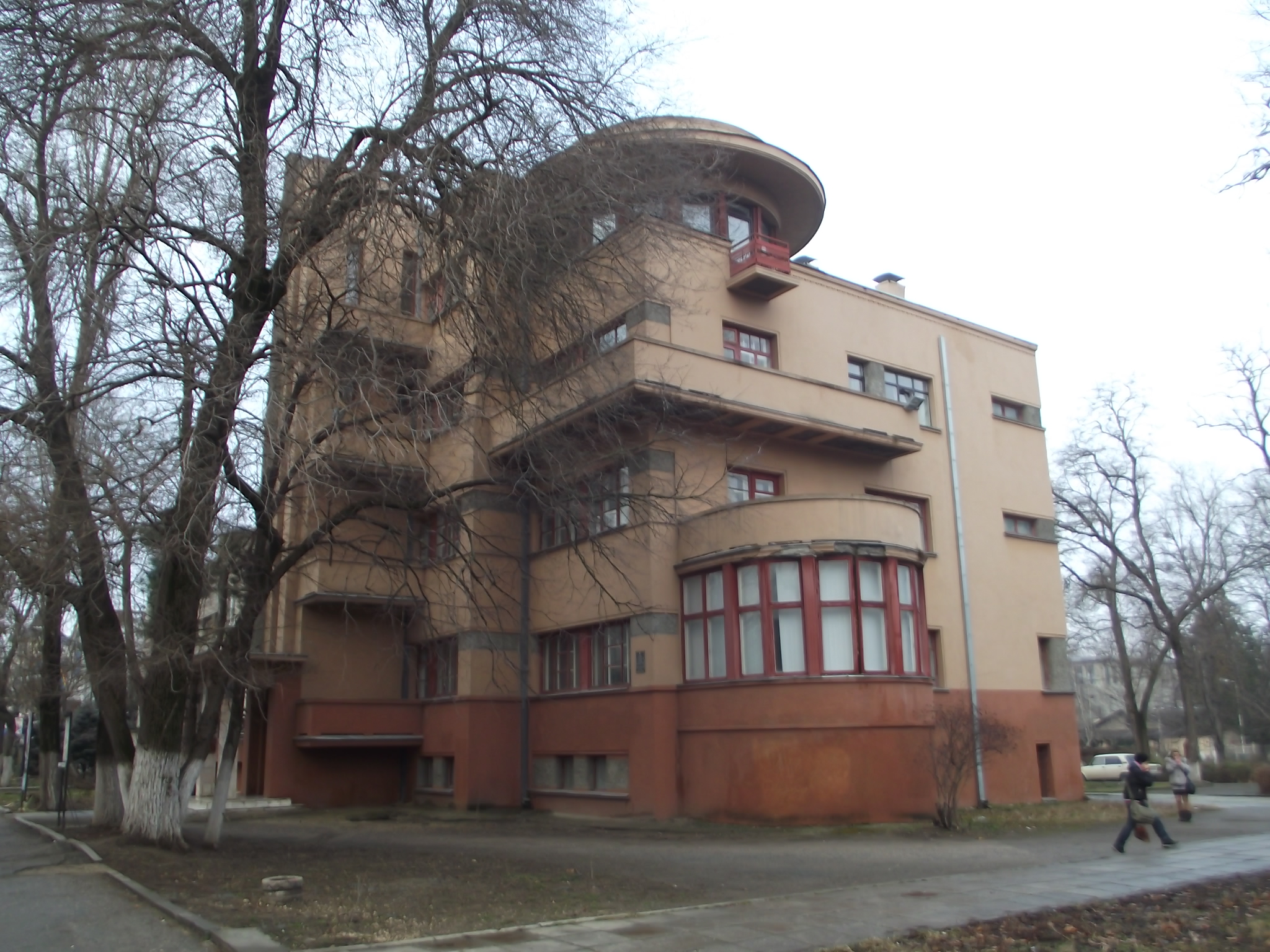
Жилой дом правительства Крымской АССР, 2014 год

В 1930-е годы на улице Жуковского были построены конструктивистские здания — жилой дом правительства Крымской АССР (архитектор — Борис Белозёрский) и Дом специалистов (архитектор — Павел Кржижановский). 
Во время немецкой оккупации в 1941—1944 сохранила своё название (нем. Schukovsky-Strasse). В 1940-е годы, пришедшие в запустение дома в начале улицы, были снесены, а на их месте была размещена гостиница «Украина». В 1979 году квартал в начале улицы (по чётной стороне от улицы Карла Маркса до улицы Горького) был окончательно снесён для постройки здания Крымского областного комитета КПУ (сейчас — здание парламента Крыма). К 1983 году на улице размещалась детская клиническая больница, являвшаяся лечебной базой кафедры факультетской педиатрии Крымского медицинского института.
В марте 2019 года улица была закрыта для проезда автомобилей в связи с проведением ремонтных работ.

## Здания и учреждения
- № 3 — Здание Таврической губернской земской управы
- № 5 — Жилой дом правительства Крымской АССР[4]
- № 12 — Дом, в котором жил Иван Федько[7]
- № 13 — Дом, где гостил Василий Жуковский[4]
- № 20 — Дом специалистов[4]
- № 22 — Дом, в котором жил Николай Самокиш[8]
- № 23 — Симферопольская поликлиника № 3, бывший особняк гласного Симферопольской городской Думы Антона Михайловича Вателя, в 1921 году Симферопольские кавалерийские курсы[11][12]
- № 33 — Дом, в котором жила Лидия Книпович[4]

## Галерея

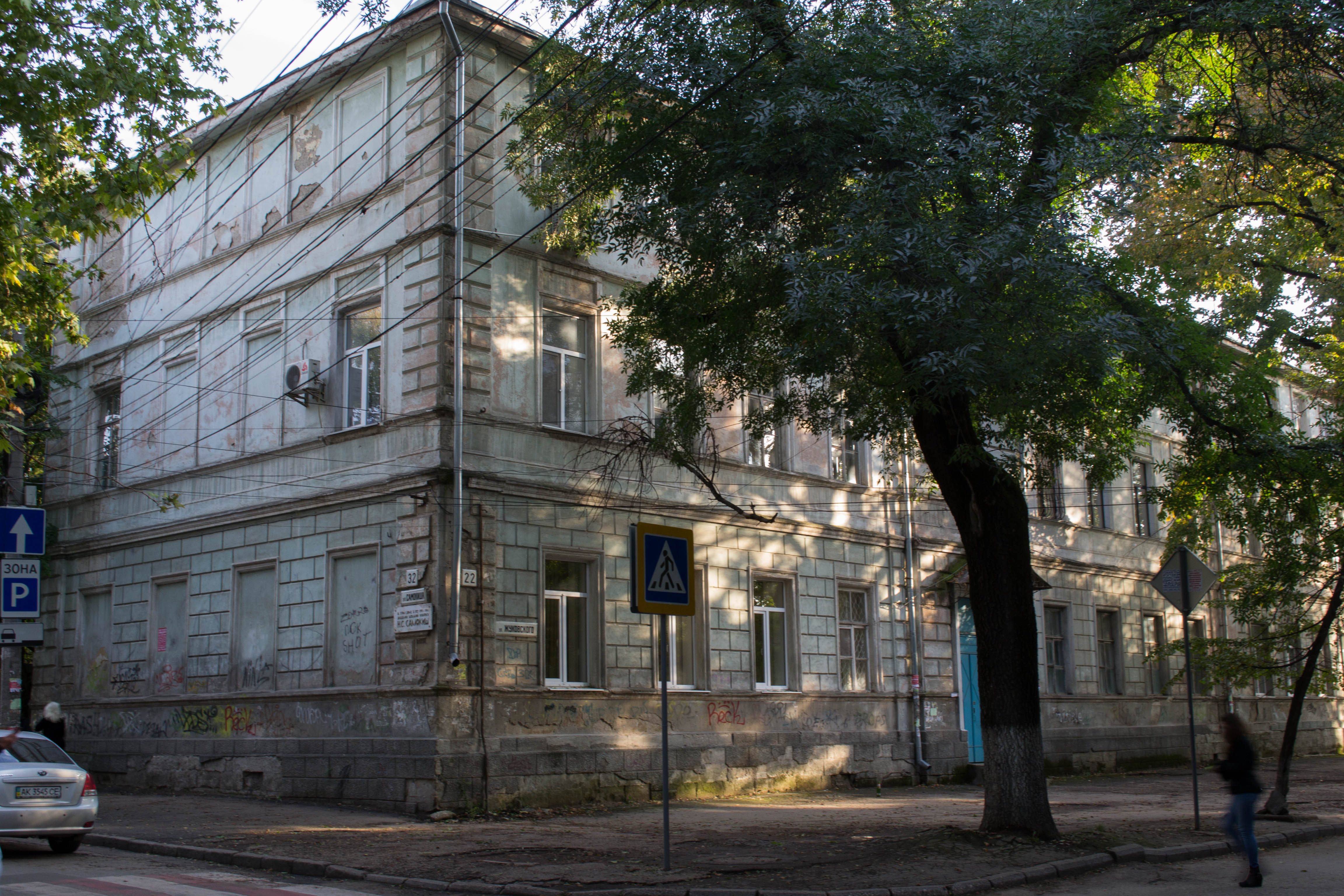
Дом, в котором жил Николай Самокиш
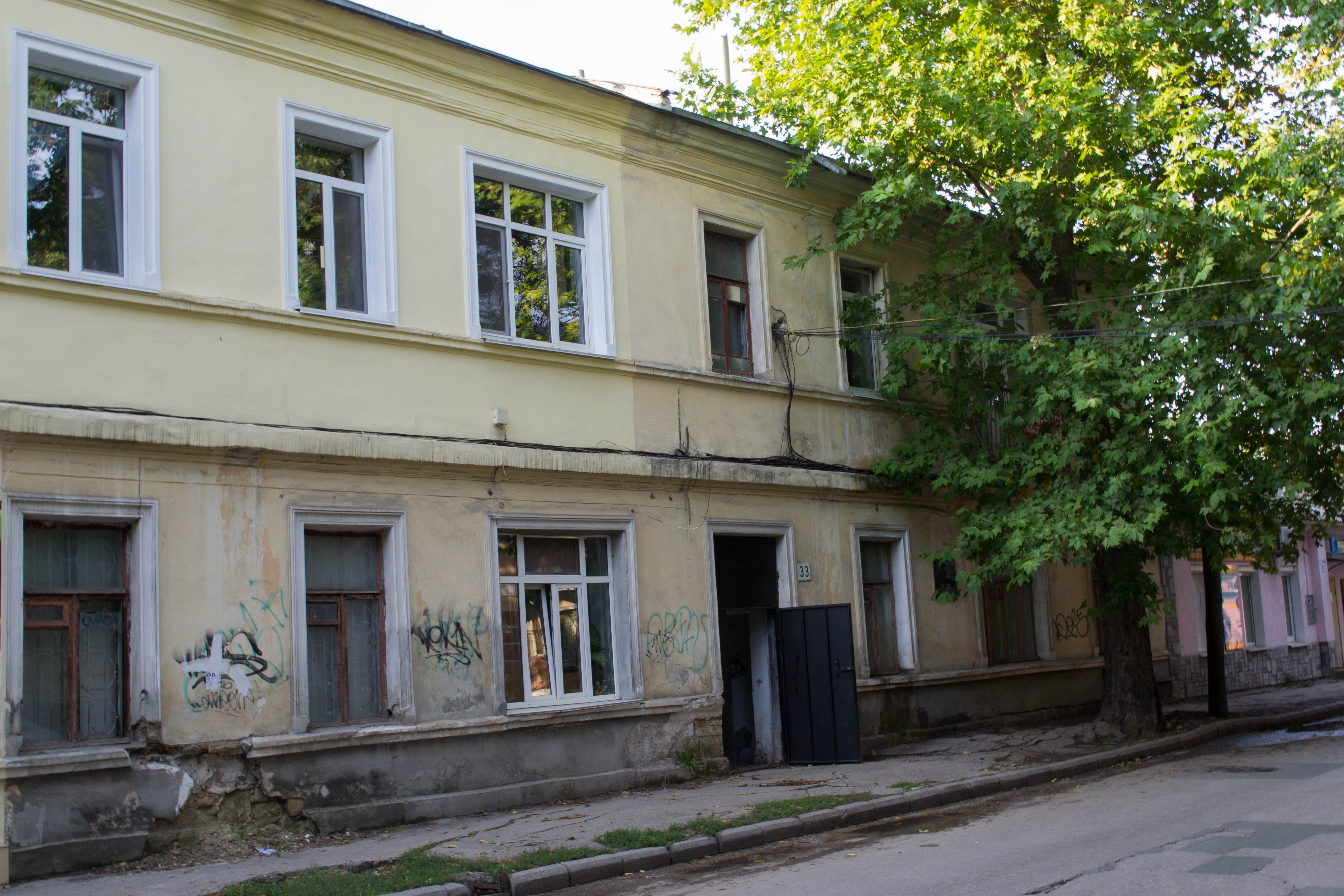
Дом, в котором жила Лидия Книпович
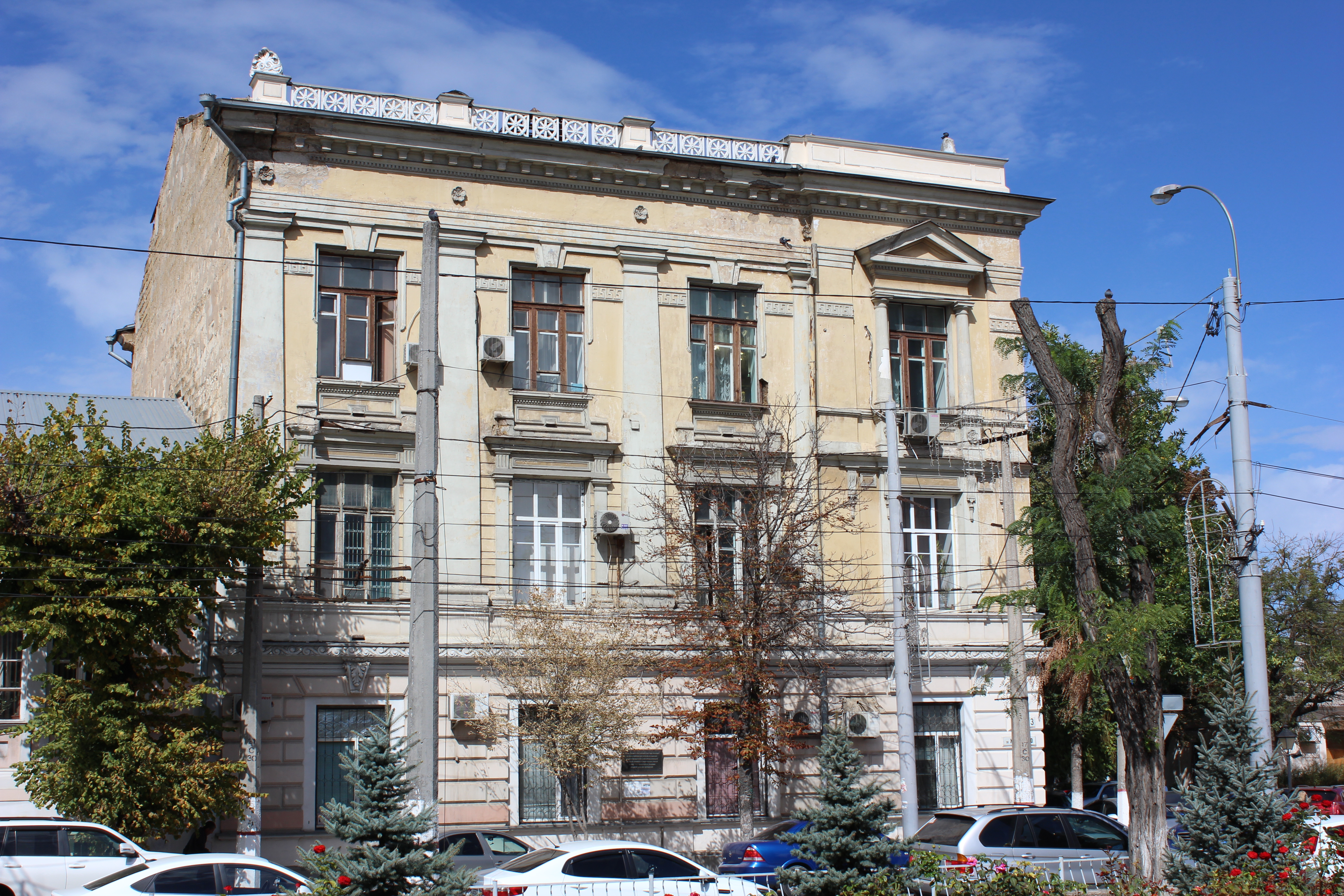
Здание Таврической губернской земской управы
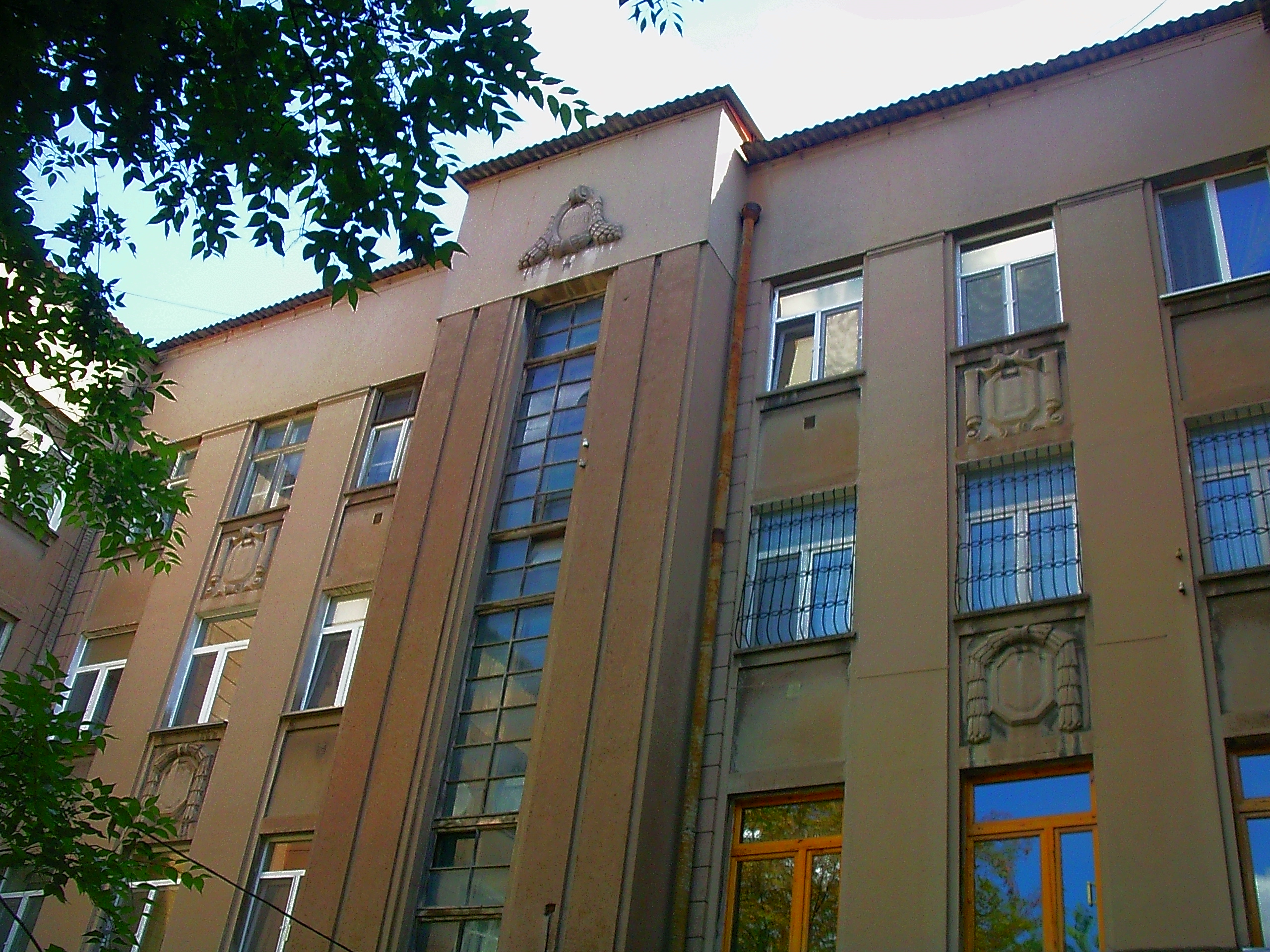
Дом специалистов
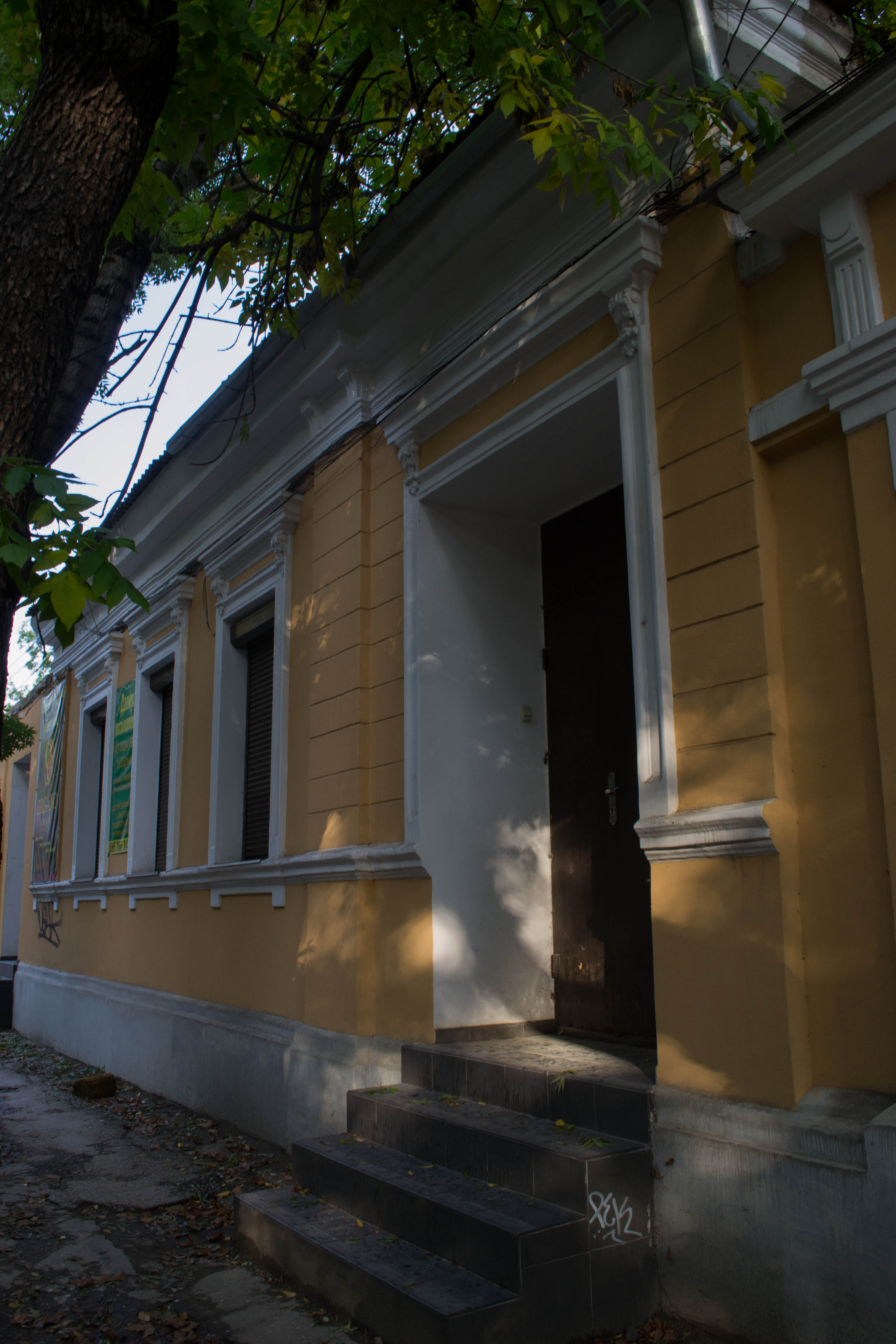
Дом, в котором жил Иван Федько
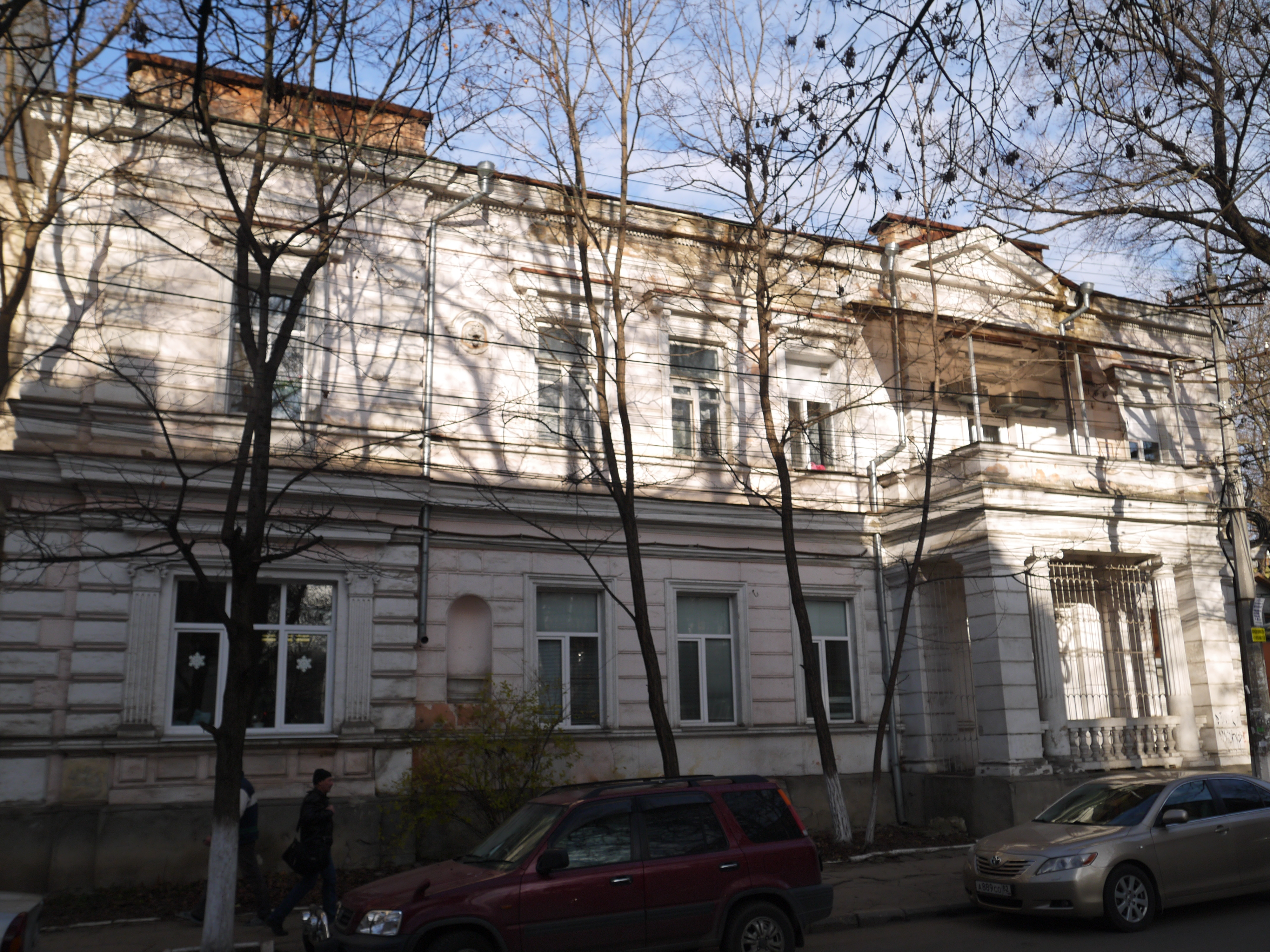
Поликлиника